# Pups Alone
Pups Alone (también conocida como Pups Alone: A Christmas Peril) es una película de comedia y familiar de 2021, dirigida por Alex Merkin, escrita por Brandon Burrows, Casey DeVargas y Jason Gruich, musicalizada por Bobby Tahouri, en la fotografía estuvo Pascal Combes-Knoke y los protagonistas son Jennifer Love Hewitt, Dolph Lundgren y Jerry O’Connell, entre otros. El filme fue realizado por Boundless Pictures y Firebrand, se estrenó el 24 de junio de 2021.

## Sinopsis
Mientras todos se encuentran en un viaje de esquí de la compañía, el vecino de Robert emplea dos malhechores torpes para apropiarse de su último invento. Los canes del barrio aprovecharán los inventos de Robert para armar una casa del terror para los delincuentes.